# Haneen Zoabi
Haneen Zoabi, en ocasiones escrito Hanin Zoubi (árabe: en árabe: حنين زعبي‎ زعبي, en hebreo: חנין זועבי‎); (nacida en Nazaret, Israel, el 23 de mayo de 1969), es una política árabe israelí y exmiembro del Knéset (parlamento israelí) en representación de la Lista Conjunta. Llegó por primera vez al Knéset en 2009, convirtiéndose en la primera mujer en ser elegida parlamentaria en las listas de un partido árabe-israelí. Zoabi fue elegida en las elecciones legislativas israelíes de 2009 y 2013 como miembro del partido árabe Balad y en 2015 como miembro de la coalición Lista Conjunta (de la que Balad forma parte). Zoabi anunció en enero de 2019 que, tras diez años de trabajo parlamentario, no concurriría a las elecciones convocadas para abril de 2019.

## Biografía
Haneen Zoabi nació el 23 de mayo de 1969 en Nazaret, Israel, en el seno de una familia musulmana. Pese a la religiosidad de sus padres, Haneen fue a escuelas cristianas durante su infancia (aproximadamente un tercio de los habitantes de Nazaret son árabes cristianos), tras lo que estudió Filosofía y Psicología en la Universidad de Haifa, obteniendo una Licenciatura en Artes; después obtuvo un máster en Periodismo y Medios de Comunicación por la Universidad Hebrea de Jerusalén. Fue la primera ciudadana árabe de Israel en graduarse en estudios de medios de comunicación y organizó las primeras clases sobre medios de comunicación en escuelas árabes. También trabajó durante ocho años como profesora de matemáticas y como inspectora de educación para el Ministerio de Educación de Israel. Habla fluidamente tres idiomas (árabe, hebreo e inglés).
Haneen Zoabi forma parte de una familia con renombrados políticos árabe-israelíes. Un familiar suyo fue Seif el-Din el-Zoubi, antiguo alcalde de Nazaret y miembro del Knéset durante dos periodos no consecutivos, de 1949 a 1959 y de 1965 hasta 1979. Otro famoso miembro de su familia fue Abd el-Aziz el-Zoubi, viceministro de Salud de Israel y primer árabe en formar parte de un gobierno israelí. Su madre es matemática y su padre abogado; también tiene una hermana abogada, otra que es una reputada filóloga de la lengua árabe y un hermano que estudió Economía.

## Carrera política
Zoabi se unió al partido político árabe-israelí Balad en 2001. En 2003, fue una de las fundadoras de la ONG I'lam – Centro de Medios de Comunicación para Árabes Palestinos en Israel (pronunciado i'i'lam). Zoabi fue su directora general durante seis años, hasta que dimitió poco antes de las elecciones legislativas de 2009, con el objetivo de poder centrarse en su carrera política.
A las elecciones de 2009 concurrió en el tercer puesto en la lista de Balad, consiguiendo entrar en el parlamento gracias a los tres escaños obtenidos por su partido. Fue así como se convirtió en la primera mujer árabe en representar a un partido árabe en el parlamento israelí (antes de ella, Hussniya Jabara y Nadia Hilou habían sido parlamentarias en partidos no árabes). Zoabi ya había concurrido a las elecciones en 2006 con Balad, pero su posición en las listas era demasiado baja para tener opciones a un escaño.

### Opiniones políticas

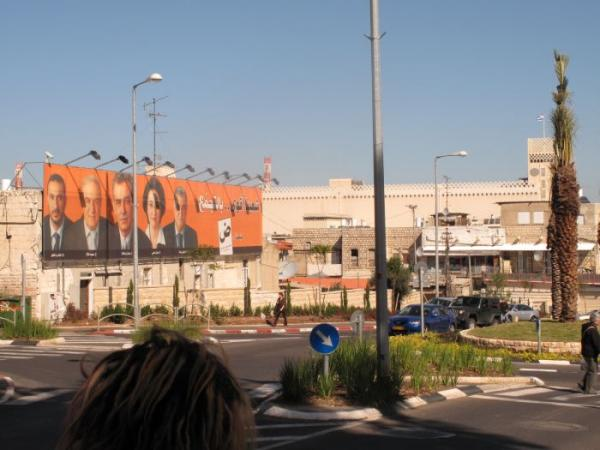
Cartel electoral de Balad en 2009. Zoabi es la segunda por la derecha.

Haneen Zoabi es una de las políticas más polémicas y controvertidas de Israel por su abierta defensa de los derechos de la minoría árabe-israelí y sus duras críticas al estado judío. Isabel Kershner, escribiendo para The New York Times, la califica de "uno de los políticos árabes más luchadores y provocadores de Israel". Juan Carlos Sanz, escribiendo para el diario El País, ha calificado a Zoabi como "reputada Pasionaria del movimiento político árabe y bestia negra de la extrema derecha israelí". Zuheir Andreus, en el diario israelí Haaretz, la calificó en un artículo de opinión como "una auténtica heroína palestina". Otros medios como El Mundo, Haaretz o The Washington Post se hacen eco de la reputación de Zoabi como "la mujer más odiada de Israel". 
Zoabi se considera a sí misma palestina. Opina que la solución de dos Estados es poco realista y describe como inherentemente racista la noción de Israel como Estado judío. En su lugar, defiende la creación de un solo estado compartido por judíos y palestinos con igualdad y derechos plenos para ambos grupos nacionales. Zoabi ha declarado que "la realidad, basada en las acciones de Israel, nos muestra que es poco realista mantener una idea de un estado soberano real en Cisjordania y Gaza con Jerusalén como capital. La solución más realista es un estado con igualdad nacional plena para ambos grupos nacionales." Zoabi razona que el rechazo del concepto del "Estado judío" es la única manera de combatir la exigencia de Avigdor Lieberman de que los ciudadanos israelíes juren lealtad al Estado. "Rechazar el concepto del Estado judío", comenta, "es la única idea que puede sacar a Lieberman del círculo de legitimidad política y moral... Cuando aceptas la idea del "Estado judío", estás aceptando necesariamente la idea de lealtad a este estado. Rechazar el concepto de "Estado judío" bloqueará el camino a cualquiera que exija nuestra lealtad hacia dicho Estado." En 2009 se reunió con activistas de Code Pink y con la Coalición de Mujeres por la Paz.
Zoabi ha denunciado en numerosas ocasiones la discriminación de la minoría árabe-israelí (en torno al 20% de la población israelí), afirmando en una entrevista en 2009 que "el porcentaje de inversión industrial en la sociedad palestina es del 1%, aunque somos un 18% de la población. (...) La inversión en las escuelas palestinas es ocho veces menor que la inversión en escuelas judías. Puedes investigar en cada campoː salud, educación, trabajo, medio ambiente, en todo lo imaginable. Hay 40 pueblos no reconocidos, que no salen en los mapas de Israel. No tienen acceso a la red eléctrica o al agua corriente. Están tan abandonados que no salen en los mapas de desarrollo o en los mapas oficiales de Israel. Esa es nuestra discriminación".
Entre sus opiniones también está la de que Occidente no debería boicotear sino unirse a Hamás, que gobierna en la Franja de Gaza. En una entrevista en 2010 afirmó que "nadie puede decirle al pueblo palestino a quién tiene que elegir como gobernante. Hamás no es una organización terrorista. (...) Independientemente de si yo discrepo o no [con Hamás], la comunidad internacional no puede postularse como un mediador neutral si empieza a etiquetar a las organizaciones palestinas como ilegítimas."
Zoabi describió en 2009 a Avigdor Lieberman, Tzipi Livni, y Benjamín Netanyahu como "pura y simplemente, un puñado de fascistas", tras lo que añadió que, pese a todo, [Netanyahu] es "mucho más peligroso" que Lieberman, porque  "comparte las ideas fascistas de Lieberman, pero se cuida de endulzar su mensaje para los medios de comunicación internacionales". También ha descrito a los soldados del ejército de Israel como "asesinos".
En la decimoctava ceremonia de juramento del cargo en el Knéset, celebrada el 24 de febrero de 2009, Haneen Zoabi abandonó el pleno de la sala antes de que se empezase a cantar el Hatikva, el himno nacional de Israel. "'El Hatikva no me representa", argumentó más tarde. "Preferí salir de la sala, porque no me gusta la hipocresía."

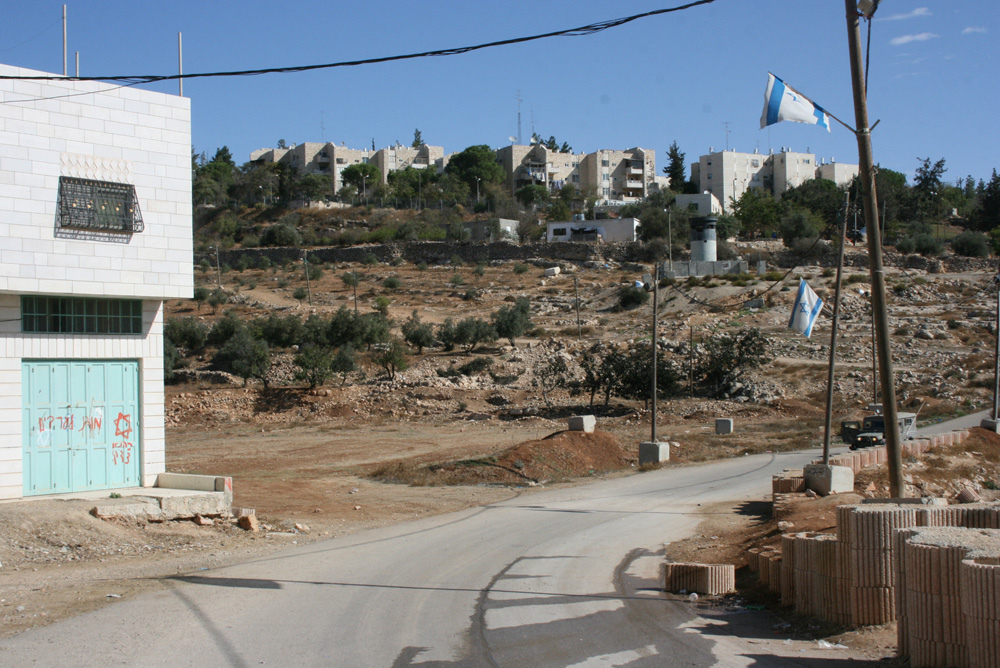
Carretera solo para judíos en el asentamiento israelí de Kiryat Arba. "Si violas el derecho internacional, deberías pagar el precio" ha declarado Haneen Zoabi.

Según el Jerusalem Post, Zoabi no ha condenado la supuesta adquisición iraní de armas nucleares, en parte porque no cree que eso haya sucedido. En marzo de 2009 afirmó que "temo más los riesgos reales que los potenciales. La bomba iraní era sólo "una amenaza potencial". El verdadero peligro es el ejército de Israel... Es más peligroso para el mundo, más peligroso para todos, más peligroso para los palestinos, para los israelíes, que Israel sea el único estado poderoso. ... La violencia del ejército israelí es el resultado de la sensación de que a Israel nadie le va a poner límites". Zoabi también se ha preguntadoː "si el mundo no impide que Israel tenga armas nucleares, ¿Por qué se lo impide a otros?".
En torno a la expansión de los asentamientos israelíes en Cisjordania, que el Consejo de Seguridad de las Naciones Unidas ha condenado en reiteradas ocasiones (la más reciente, en su resolución 2334 del 23 de diciembre de 2016), pero que ha aumentado considerablemente tras el acceso de Donald Trump a la presidencia estadounidense, Zoabi cree que la comunidad internacional, y Europa en particular, deben actuar porque “si violas el derecho internacional, deberías pagar el precio”.
Haneen Zoabi también apoya el movimiento BDS (Boicot, Desinversiones y Sanciones) contra Israel por sus 50 años de ocupación militar de la Franja de Gaza, Cisjordania, los Altos del Golán y Jerusalén Este. Con motivo de las distintas prohibiciones de dicho movimiento en EE. UU. y de una reciente ley que prohíbe la entrada a Israel de quienes apoyen al BDS, Zoabi se pregunta: “¿Puede alguien imaginar una forma de protesta menos violenta que un boicot?”.

#### Lucha por la igualdad de género
En cuanto al papel de la mujer en la comunidad palestina de Israel, Zoabi afirma que “en la sociedad palestina, las mujeres tienen más titulaciones académicas que los hombres. Las mujeres no son extrañas en los puestos de trabajo. Las mujeres independientes que eligen continuar con su carrera, retrasar el matrimonio o no casarse, tener menos hijos – eso es algo que se ve cada vez más”. En 2009 decidió centrar su labor legislativa en el aspecto laboral de las mujeres árabe-israelíes, comentando que "He conocido a cientos de mujeres con titulaciones universitarias y con másteres que no tienen ninguna oportunidad de trabajar, que han estado desempleadas durante 4, 5 o 6 años y siguen buscando trabajo; su tasa de desempleo es del 18%. (...) Creo que el asunto del trabajo es clave para que las mujeres sean más fuertes y más independientes y no dependan de sus maridos, de sus padres, de sus hijos o de sus amigos o de sus hermanos, así que pienso que este asunto es crucial".
Con motivo de su primer viaje a Australia en 2009, declaró a un diario local que "como mujer, también tengo mi propia lucha. Para mí no hay una causa nacional que no incluya la igualdad de género; tanto una como la otra son igual de importantes para mí". En enero de 2013, en una entrevista con The Guardian, comentó que "el tema de la igualdad y la injusticia entre hombres y mujeres es tan importante como el tema de la igualdad entre judíos y árabes. Quiero mi libertad como mujer; no puedo decir no a la desigualdad con los judíos y decir sí a la desigualdad con los hombres. La dignidad es muy importante para los valores humanos, y parte de ella es mi dignidad como mujer".
En diciembre de 2016, Haneen Zoabi participó en una protesta junto con otras parlamentarias y funcionarias a las puerta del Knéset después de que a dos ayudantes se les hubiese negado el acceso al recinto por no llevar ropa "suficientemente modesta". Tras esta y otras protestas al respecto, el Knéset relajó su política en lo concerniente a la vestimenta de las mujeres. Zoabi declaró que "ojalá el Knéset se preocupase tanto por la libertad como se preocupa por mirar a los vestidos de las mujeres.

### Participación en la Flotilla de la Libertad

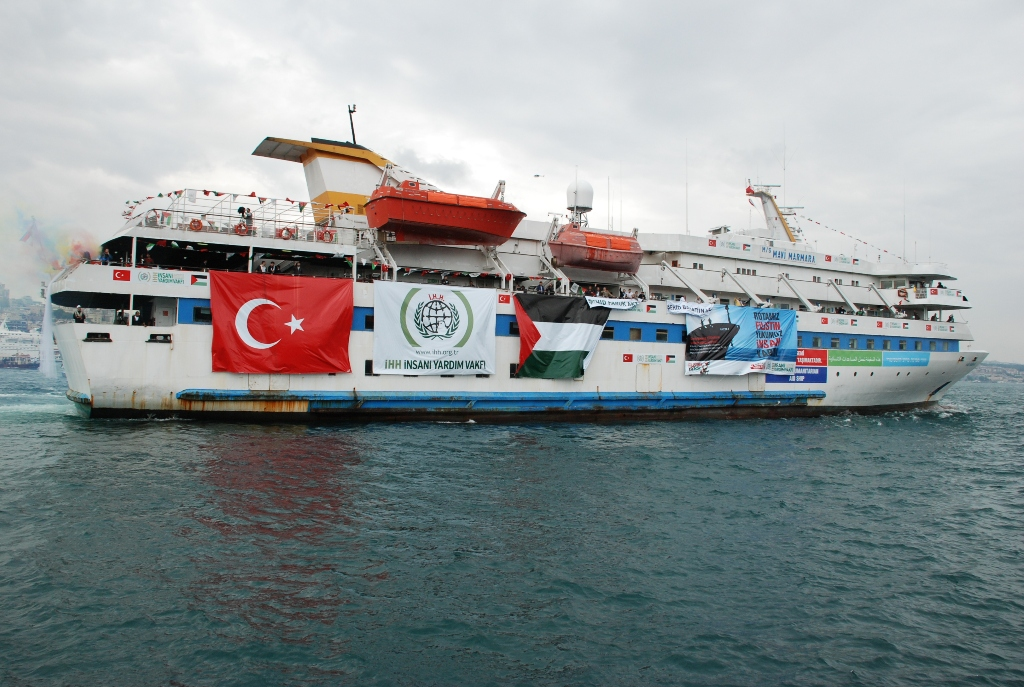
Mavi Marmara

El 31 de mayo de 2010, Haneen Zoabi participó en la denominada Flotilla de la Libertad, una expedición de seis barcos que se dirigía a la Franja de Gaza con 10.000 toneladas de ayuda humanitaria y que fue asaltada por la Marina de Israel en aguas internacionales con resultado de diez cooperantes muertos. Zoabi iba a bordo del MV Mavi Marmara, el más grande de los barcos y el único asaltado por los comandos israelíes, tras lo que fue arrestada e interrogada por las autoridades. En una rueda de prensa tras su liberación, Zoabi calificó el asalto de criminal y afirmó haber presenciado cómo dos pasajeros se desangraron hasta la muerte tras serle negada ayuda médica por parte de los israelíes. También declaróː "Estaba claro por las dimensiones de la fuerza con que el Ejército de Israel abordó el barco que el propósito no era detenerlo, sino causar el mayor número de bajas para impedir futuras iniciativas similares".
En un discurso en el Knéset al día siguiente de su liberación, Zoabi calificó la redada de "acción de guerra pirata" y solicitó una investigación internacional. También exigió conocer por qué el gobierno israelí no había publicado las fotografías y los vídeos que había confiscado a los pasajeros y que podían arrojar luz sobre las circunstancias en las que nueve pasajeros murieron y docenas resultaron heridos. Durante su intervención también comentó que "Israel habló de una provocación, pero no hubo ninguna provocación. ¿Por qué se opone el gobierno de Israel a una investigación?"
Diversos diputados interrumpieron y abuchearon a Zoabi en repetidas ocasiones durante su discurso, con uno de ellos gritándole "terrorista", otro "caballo de Troya" y un tercero, Johanán Plesner (Kadima), espetándole "¡Vete a Gaza, traidora. A ver cómo tratan allí a una solterona de 38 años como túǃ". El punto más álgido de la violencia contra Zoabi tuvo lugar cuando la parlamentaria Anastasia Michaeli (Israel Beitenu) intentó llegar al atril de los oradores y empujarla para impedir que Zoabi continuase. 14 diputados del Knéset fueron expulsados, alcanzado una cifra récord en la historia de Israel. Tras el discurso, Haneen Zoabi recibió amenazas de muerte y le tuvieron que asignar dos guardias de seguridad para su protección. La policía detuvo a un hombre que había ofrecido en Facebook una recompensa en productos alimenticios para quien asesinara a Zoabi.
Tres años después, Zoabi comentóː "vine al Knéset dos días después de los acontecimientos del Mavi Marmara perpleja por cómo una protesta política se había convertido en un baño de sangre. Esperaba que los diputados quisieran oír un testimonio presencial. Estaba lista para responder a sus preguntas. Pero fui tan ingenua... Lo que me encontré fue la política del odio."
Para su participación en la Flota de la Libertad, el ministro del Interior israelí, Eli Yishai, pidió al fiscal general Yehuda Weinstein que revocara a Zoabi su inmunidad parlamentaria y que le autorizase a privar a Zoabi de la ciudadanía israelí. Yishai acusó a Zoabi de participar en un "acto de traición premeditado", afirmando que había ayudado a los activistas a bordo del Mavi Marmara y que estaba "indudablemente al tanto" de sus preparativos para atacar a soldados del ejército israelí. El parlamentario del Likud Yariv Levin también acusó a Zoabi de traicionar al Estado de Israel y pidió su procesamiento.

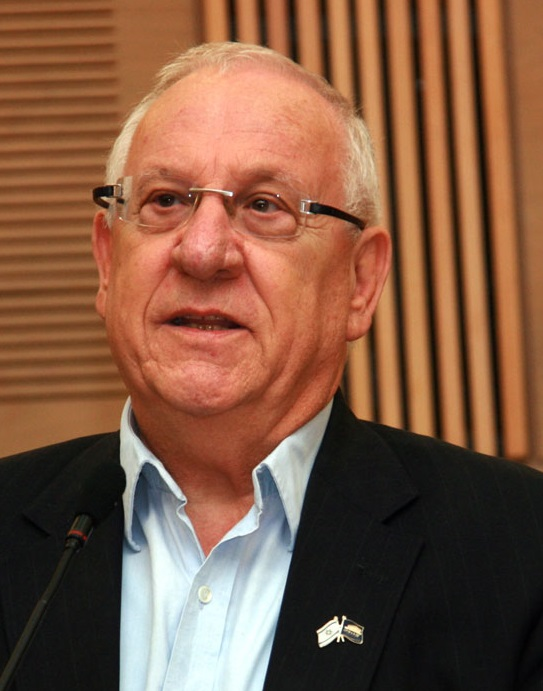
Reuven Rivlin, presidente de Israel

Un comité del Knéset recomendó tras una votación de 7 a 1 que se revocase su inmunidad parlamentaria, lo que atrajo el reproche de la Unión Interparlamentaria antes de ser finalmente bloqueada por el entonces portavoz del Knéset Reuven Rivlin, quién ignoró la recomendación y decidió no llevarla a una votación por parte del pleno del Knéset. Rivlin y el primer ministro Benjamin Netanyahu esperaban que la indulgencia con Zoabi protegiera a Israel de una mayor condena internacional por su bloqueo de la Franja de Gaza y por las acciones de su ejército a bordo del Mavi Marmara. Rivlin, conocido por su defensa de una coexistencia pacífica entre árabes y judíos, dijo que estaba estupefacto por el ataque a los privilegios parlamentarios de Zoabi y por el intento de agresión física, a la vez que se preguntaba "¿Harían algo así a un miembro judío (del parlamento)?"
Cuando todos los parlamentarios del Knéset se reunieron el 13 de julio de 2010, se decidió privar a Zoabi de tres privilegios parlamentarios como castigo por su participación en la Flota de la Libertad: el derecho a tener un pasaporte diplomático, el derecho a recibir apoyo financiero en caso de requerir ayuda legal y el derecho a visitar países con los que Israel no tiene relaciones diplomáticas. También la privaron del derecho a participar en los debates del Knéset y a votar en los comités parlamentarios. En 2011, el fiscal general Yehuda Weinstein decidió no proseguir con más acciones legales contra Zoabi debido a "importantes dificultades probatorias y legales".
En 2016, en el transcurso de un debate en el Knéset sobre un acuerdo de reconciliación con Turquía, que había roto relaciones diplomáticas con Israel tras el asesinato de nueve ciudadanos turcos en el asalto del Mavi Marmara, Haneen Zoabi llamó "asesinos" a los soldados israelíes y una serie de diputados de diversos partidos políticos (MIckey Levy de Yesh Atid, Oren Hazan de Likud y Hilik Bar de Unión Sionista) intentaron echarla a la fuerza de la tribuna de oradores. El presidente de la sesión decidió expulsar del pleno a Zoabi y a otros diputados. En su discurso, Zoabi había proclamado "Estuve aquí mismo hace seis años, algunos de vosotros recordaréis el odio y la hostilidad hacia mí, y mirad a dónde hemos llegado. Disculpas a las familias de aquellos a quienes llamaron terroristas. Los nueve que fueron asesinados, ahora resulta que sus familias deben ser compensadas. Exijo una disculpa a todos los activistas políticos que estaban en el Marmara y una disculpa a la diputada Haneen Zoabi, contra la que habéis incitado durante seis años. Exijo una compensación y la donaré a la próxima flotilla. Mientras dure el sitio, más flotillas tendrán que ser organizadas".

### Tuits de las embajadas israelíes
En parte debido a los tuits de una embajada israelí sobre Zoabi, en agosto de 2012, el Ministerio de Asuntos Exteriores de Israel actualizó sus directrices para diplomáticos en lo referente a redes sociales, aclarando que a efectos prácticos no hay ninguna diferencia entre un tuit o un comentario en una red social y una nota informativa oficial, ya que los todos son igualmente interpretados como la posición oficial de Israel. Esta decisión se tomó a raíz de una serie de incidentes con posts o tuits inapropiados por parte de diversas embajadas israelíes. Uno de ellos tuvo lugar cuando Zoabi realizaba una serie de conferencias en Irlanda. Tras criticar a Israel en algunos de sus discursos, la embajada israelí en Dublín respondió con tres tuits críticos con su persona.

### Intento de exclusión

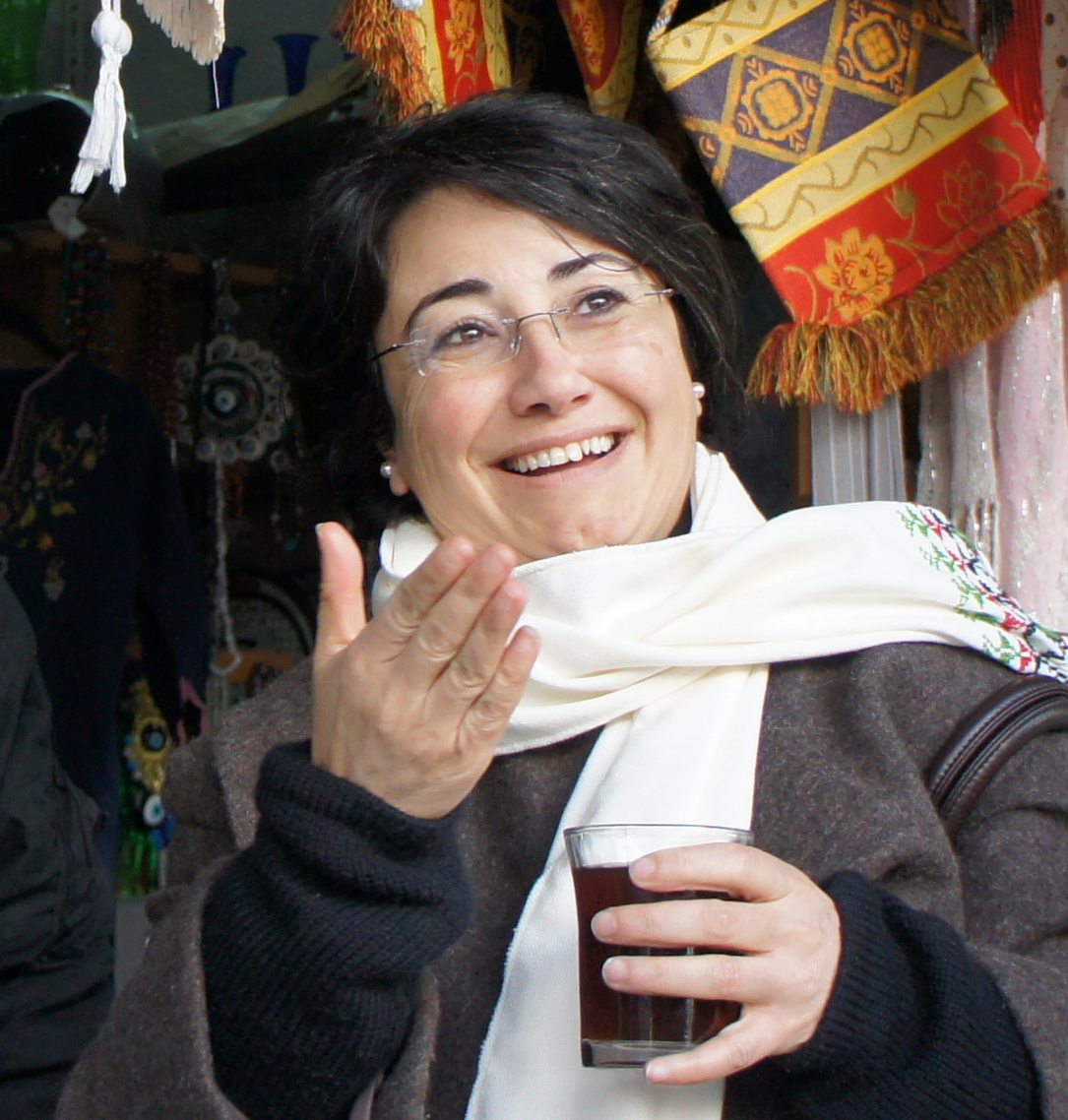
Haneen Zoabi en febrero de 2012

En diciembre de 2012, el Comité Electoral Central y un equipo de jueces de la Corte Suprema de Israel anunciaron que se iban a mantener reuniones sobre la posibilidad de excluir a Haneen Zoabi de la carrera electoral de 2013, así como a los partidos Balad y Lista Árabe Unida. La solicitud de su exclusión, tramitada por el diputado Ofir Akunis (Likud) y firmada por un número suficiente de diputados, afirmaba que "durante sus años en el Knéset, Zoabi ha socavado constantemente el Estado de Israel y ha incitado abiertamente a la violencia contra el gobierno, sus instituciones y los soldados del ejército israelí". La solicitud de exclusión también apuntaba que Zoabi niega la existencia de Israel como Estado judío y democrático, cuya aceptación es condición sine qua non para poder ser elegible al parlamento israelí. Zoabi llamó fascistas a los patrocinadores de la solicitud y dijo que "para quienquiera que no desee que los ciudadanos tengan elecciones libres, soy uno más de tantos objetivos..." Añadió que sólo "los regímenes oscuros" se enorgullecen de excluir candidatos de sus elecciones. Después de oír su caso, en el que Zoabi afirmó "No sé por qué quieren censurar mi candidatura. No sé por qué estoy aquí" y un representante del Likud le respondió "Tienes razón, debes estar en la cárcel, terrorista", el Comité Electoral Central excluyó a Zoabi tras una votación con 19 votos a favor y 9 en contra. Tras su descalificación, Zoabi declaróː "Yo represento a parte de la sociedad en Israel. Me opongo al asesinato de civiles sean de donde sean. Deben descalificar a los que ordenan ataques, detenciones y confiscación de tierras y no a mí, que me opongo".
La Corte Suprema de Israel revocó la exclusión con un voto unánime de los nueve jueces que conformaban el tribunal, encabezados por el presidente de la Corte Suprema Asher Grunis. En respuesta a esta medida, en febrero de 2013, el diputado Danny Danon (Likud) comenzó la preparación de una nueva ley bautizada como "La Ley Zoabi" a modo de enmienda de la Ley Básica israelí que regula la legislación. Pensada específicamente para Haneen Zoabi, esta nueva ley haría más difícil que la Corte Suprema revocase una decisión del Comité Electoral Central. La ley no salió adelante en el Knéset.
El 12 de febrero de 2015, el Comité Electoral Central de Israel aprobó por 27 votos a favor y 6 en contra excluir a Haneen Zoabi de la carrera electoral durante las siguientes elecciones al Knéset. Unos días después, el 18 de febrero, la Corte Suprema revocó dicha decisión con 8 votos a favor y 1 en contra, permitiendo a Zoabi participar en las elecciones del 17 de marzo.
En el verano de 2016, el Knéset aprobó una nueva ley que permite expulsar a parlamentarios elegidos democráticamente en caso de que incurran en “incitación al racismo” o “apoyo a la lucha armada”, siempre que el 75% de la cámara vote a favor de dicha expulsión. Dado que la población judía de Israel es aproximadamente un 75% del total, una serie de grupos por los derechos civiles han acusado a esta ley de estar pensada para los parlamentarios árabes del Knéset. Haneen Zoabi la ha calificado de un intento de “asesinato político”.

### Comentarios a los secuestros de 2014 y suspensión del Knéset
El 15 de julio de 2014, cinco días después del secuestro por parte de palestinos de tres adolescentes israelíes, Zoabi afirmó que "¿es extraño que las personas que viven unas vidas imposibles bajo la ocupación, en una situación donde Israel secuestra nuevos prisioneros cada día, es extraño que secuestren? No son terroristas. Incluso aunque no esté de acuerdo con ellos,  son personas que no ven ninguna manera de cambiar su realidad y se ven empujadas a usar medios como estos".
Muchas figuras públicas israelíes criticaron estas palabras de Zoabi. El líder de la oposición, el laborista Isaac Herzog, dijo que "fueron nocivas para la paz y la coexistencia de judíos y árabes en Israel, así como para las familias que esperan noticias de sus desaparecidos." El ministro de Asuntos Exteriores Avigdor Lieberman dijo que "los secuestradores no son los únicos terroristas, Haneen Zoabi también es un terrorista." Haciéndose eco de los comentarios de otros políticos israelíes, la presidenta del Comité de Interior del Knéset, Miri Regev (Likud), afirmó que "Haneen Zoabi es una traidora y debería ser deportada a Gaza."
Zoabi afirmó que había recibido cientos de amenazas de muerte en los días que siguieron a sus comentarios. Al respecto, comentó que "la reacción de la gente me cogió por sorpresa. Me sorprendió porque la injusticia a la que se somete al otro bando es tan inmensamente mayor... Hay miles de palestinos secuestrados en cárceles israelíes. (...) No es que quiera que secuestren a israelíes y no los liberen. Es justo lo contrario".
El 25 de julio de 2014, el fiscal general de Israel Yehuda Weinstein ordenó abrir una investigación sobre Zoabi por los cargos de incitación a la violencia y deshonra pública. El 29 de julio, Zoabi fue condenada con la denegación de acceso al pleno del Knéset durante seis meses. Tampoco se le permitió dirigirse al Knéset o a sus comités durante ese tiempo. La Corte Suprema de Israel rechazó la apelación de Zoabi.

### Segunda suspensión del Knéset
El 8 de febrero de 2016, el Knéset volvió a votar a favor de la suspensión de Haneen Zoabi y de dos compañeros suyos de la Lista Conjunta. El motivo aducido para esta suspensión fue la reunión mantenida por estos tres diputados en Jerusalén Este con familiares de atacantes palestinos cuyos cadáveres estaban siendo retenidos por las autoridades israelíes. Zoabi y su compañero Basel Ghatas fueron suspendidos durante cuatro meses, mientras que un tercer diputado, Yamal Zahalka, lo fue a solo dos meses.

### Intentos de privarle de la nacionalidad
Avigdor Lieberman, líder de Israel Beitenu y Ministro de Defensa en la vigésima legislatura del Knéset, ha propuesto en repetidas ocasiones privar a los árabes de la nacionalidad israelí. En 2010, declaróː "No podemos continuar ignorando temas como el de Haneen Zoabi, que se identifica completamente con el otro bando. (...) La gente como Zoabi debería, en mi opinión, ser ciudadanos palestinos elegidos bajo el régimen de Hamás en Gaza". Haneen Zoabi respondió argumentando que "nosotros (los árabe-israelíes) representamos la única opción democrática posible, mientras que Lieberman representa el apartheid y la limpieza étnica. (...) Lieberman basa sus objetivos en la doctrina del racismo, mientras que yo baso la mía en el principio de una completa igualdad para todos los ciudadanos". De nuevo en 2017, ya como ministro de Defensa, Avigdor Lieberman declaró "no hay ningún motivo para que el jeque Raed Salah, Ayman Odeh (Lista Conjunta), Basel Ghattas (Lista Conjunta) o Haneen Zoabi sigan siendo ciudadanos israelíes".
Tras su participación en la Flotilla de la Libertad en 2010, el entonces ministro del Interior Eli Yishai propuso privar a Zoabi de la ciudadanía israelí y el fiscal general de Israel dijo que consideraría la propuesta cuando la policía terminase su investigación sobre los hechos. En 2015, el viceministro del Interior Yaron Mazuz afirmó que estaba buscando la fórmula para privar de la ciudadanía a los diputados que apoyasen flotillas de ayuda a Gaza, y que Zoabi debería ser la primera en entregar su carné de identidad.

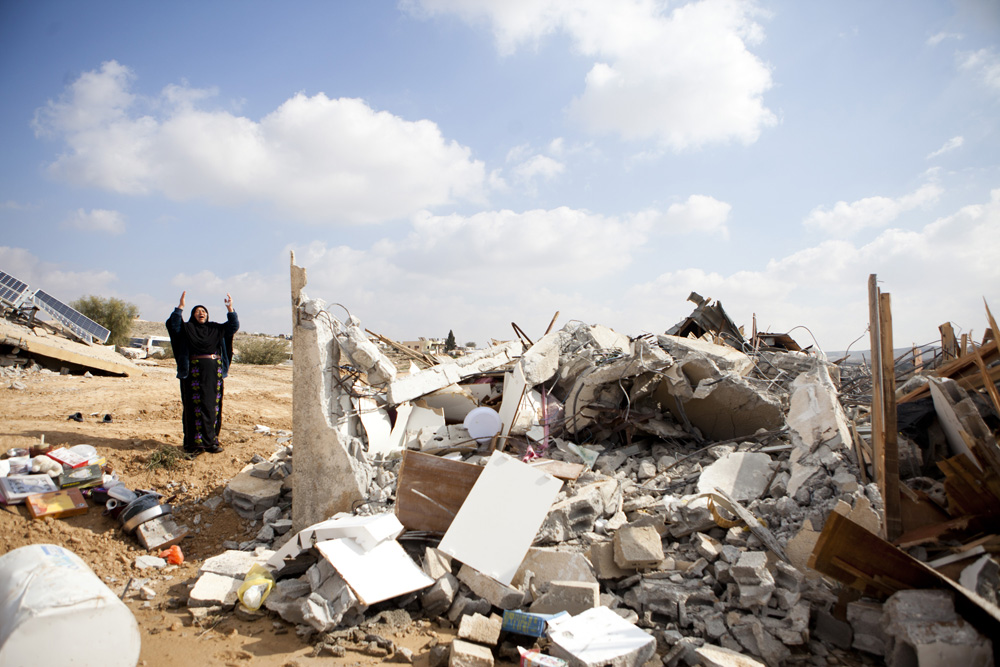
Casas de beduinos demolidas en Umm al-Hiran para hacer sitio a una ciudad judía (2017)

### Demoliciones de Umm al-Hiran
El 18 de enero de 2017, durante la demolición en Umm al-Hiran (al sur de Israel) de una serie de edificios propiedad de la minoría árabe beduina para la posterior construcción de una nueva ciudad judía, la policía israelí mató a tiros a un profesor beduino que, a su vez, perdió el control de su vehículo y atropelló a varios policías, uno de los cuales también resultó muerto. La policía y los medios de comunicación calificaron inmediatamente el incidente de "ataque terrorista", pero una investigación policial demostró que el profesor asesinado era inocente, y el primer ministro de Israel, Benjamin Netanyahu, acabó pidiendo disculpas formales a la familia de dicho profesor por el incidente. Zoabi, que estaba presente en la aldea en el momento de los hechos, declaró que “lo que está sucediendo en Umm al-Hiran es una expulsión, es apartheid, es colonialismo. (…) Los palestinos sufren la expulsión política del Knéset y la expulsión física del Néguev”.

### Imputación por fraude
En abril de 2021, el fiscal general de Israel anunció que imputaría a Haneen Zoabi por las irregularidades financieras de su partido, Balad. En concreto se le acusa de manipular algunos de los documentos enviados a la Oficina de Control del Estado entre los años 2013 y 2016, y de engañar con respecto al origen de millones de séquels recibidos por su partido.

### Sitios oficiales
- Perfil de Haneen Zoabi en la página web del Knéset

- Datos: Q271450
- Multimedia: Haneen Zouabi / Q271450